# Hermann Brösel
Hermann Wilhelm Brösel (* 12. August 1902 in Magdeburg-Sudenburg; † 1984) war ein deutscher Fotograf und Farbenfabrikant.

## Leben
Brösel interessierte sich früh für Fotografie und fertigte bereits als Zehnjähriger ab 1912 erste Aufnahmen an. Er absolvierte eine Lehre zum Drogisten, die auch eine Ausbildung zum Fotolaboranten umfasste und gründete dann mit dem Kaufmann J. Gustav Metzler in Magdeburg eine Farbenfabrik.
Bedeutung erlangte er als Fotograf. Er hatte sich ein eigenes Fotolabor eingerichtet, in dem er seine Aufnahmen selbst entwickelte. In den Jahrzehnten seines Schaffens entstand eine Vielzahl von Aufnahmen insbesondere aus der Region Magdeburg. In den 1920er und 1930er Jahren waren es Schwarzweiß-Bilder der Stadt Magdeburg und ihrer Bewohner. Von besonderer Bedeutung waren die von ihm zwischen 1959 und 1970 angefertigten Farbaufnahmen der Stadt Magdeburg, mit denen er den Umbau der Stadt im Sinne sozialistischer Stadtplanung dokumentierte.
Er hinterließ etwa 15.000 beschriftete Dias sowie umfangreiche Tagebuchaufzeichnungen.